# Andrew Robl
Andrew Robl (* 27. September 1986 in Okemos, Michigan) ist ein professioneller US-amerikanischer Pokerspieler. Er gewann 2013 die A$100.000 Challenge der Aussie Millions Poker Championship.

## Persönliches
Robl besuchte die Michigan State University. Er ist verheiratet und Vater zweier Kinder.

## Pokerkarriere
Robl spielt online auf den Plattformen PokerStars und Full Tilt Poker unter dem Nickname good2cu. Er gilt als Cash-Game-Spezialist und spielte bei der sechsten und siebten Staffel von High Stakes Poker.
Seine erste Geldplatzierung bei einem Live-Turnier erzielte Robl im Dezember 2007 beim Five Diamond World Poker Classic im Hotel Bellagio am Las Vegas Strip. Robl war Anfang Juni 2008 erstmals bei der World Series of Poker (WSOP) im Rio All-Suite Hotel and Casino am Las Vegas Strip erfolgreich und belegte bei einem Turnier mit gemischten Varianten aus No Limit Hold’em und Limit Hold’em hinter Erick Lindgren und Justin Bonomo den dritten Platz für ein Preisgeld von knapp 150.000 US-Dollar. Im Oktober 2010 wurde er beim High-Roller-Event der European Poker Tour in London Dritter für umgerechnet über 300.000 US-Dollar. Anfang Dezember 2010 saß Robl am Finaltisch des Main Events der World Poker Tour (WPT) im Hotel Bellagio und belegte hinter Antonio Esfandiari den zweiten Platz für rund 550.000 US-Dollar. Im Mai 2012 beendete Robl das WPT Super High Roller hinter Tom Marchese als Zweiter und erhielt dafür mehr als 800.000 US-Dollar Preisgeld. Ende Januar 2013 gewann Robl die A$100.000 Challenge der Aussie Millions Poker Championship in Melbourne mit einer Siegprämie von einer Million Australischen Dollar. Bei der WSOP 2017 landete er beim High Roller for One Drop, dem mit einem Buy-in von 111.111 US-Dollar teuersten Event auf dem Turnierplan, auf dem achten Platz und erhielt knapp 400.000 US-Dollar. Mitte Mai 2019 beendete der Amerikaner ein Turnier der Triton Poker Series im montenegrinischen Budva als Fünfter und sicherte sich umgerechnet knapp 440.000 US-Dollar. Bei der WSOP 2022 belegte er unter seinem Nickname RobertB14 beim online ausgespielten Lucky 7’s High Roller den mit rund 230.000 US-Dollar dotierten zweiten Platz.
Insgesamt hat sich Robl mit Poker bei Live-Turnieren mehr als 5,5 Millionen US-Dollar erspielt.